# Swietłana Guśkowa
Swietłana Guśkowa (ros. Светлана Гуськова, ur. 19 sierpnia 1959 w Tyraspolu) – radziecka lekkoatletka, biegaczka średnio– i długodystansowa.
Urodziła się i mieszkała na terytorium Mołdawskiej SRR, stąd jest uważana za zawodniczkę mołdawską.
Zdobyła brązowy medal w biegu na 1500 metrów na halowych mistrzostwach Europy w 1979 w Wiedniu, przegrywając jedynie z Natalią Mărășescu i Rumunii i ze swą koleżanką z reprezentacji Związku Radzieckiego Zamirą Zajcewą. Zwyciężyła w biegu na 3000 metrów w finale pucharu Europy w 1979 w Turynie.
Zdobyła srebrny medal w biegu na 10 000 metrów na uniwersjadzie w 1985 w Kobe. Na mistrzostwach Europy w 1986 w Stuttgarcie zajęła w tej konkurencji 5. miejsce. Zwyciężyła w cyklu zawodów Grand Prix w 1986 w biegu na 5000 metrów.
Guśkowa była mistrzynią ZSRR w biegu na 10 000 metrów w 1986.
Rekordy życiowe Guśkowej:
- bieg na 800 metrów – 1:59,91 (19 sierpnia 1979, Kolonia)
- bieg na 1500 metrów – 3:57,05 (27 lipoca 1982, Kijów)
- bieg na 2000 metrów – 5:44,64 (7 września 1986, Rieti)
- bieg na 3000 metrów – 8:29,36 (25 lipca 1982, Kijów)
- bieg na 5000 metrów – 15:02,12 (21 czerwca 1986, Tallinn)
- bieg na 10 000 metrów – 31:42,43 (30 sierpnia 1986, Stuttgart)

Wyniki Guśkowej na 1500 metrów, 3000 metrów, 5000 metrów i 10 000 metrów są aktualnymi (kwiecień 2020) rekordami Mołdawii. Guśkowa jest również halową rekordzistką tego kraju w biegu na 1000 metrów – 2:40,27, w biegu na 1500 metrów – 4,07,4 (24 lutego 1979 w Wiedniu) i w biegu na 3000 metrów – 9:00,59 (20 lutego 1982 w Moskwie).